# 선생님과 길고양이
《선생님과 길고양이》(일본어: 先生と迷い猫)는 2015년 10월 공개된 일본의 드라마, 코미디 영화이다. 후카가와 요시히로 감독이 연출하고 코바야시 히로토시가 각본을 썼으며, 이세이 오가타, 소메타니 쇼타가 출연한다. 2015년 10월 10일 일본에서 개봉되었다.

## 출연진
주연
- 이세이 오가타 - 코로모 쿄이치 역
- 소메타니 쇼타 - 코지카 쇼고 역

조연
- 피에르 타키 - 잡화상 가게 주인 히로카와 역
- 키타노 키이 - 마쓰 마유미 역
- 사사키 스미에
- 시마다 큐사쿠
- 컨닝 타케야마
- 모타이 마사코 - 코로모 야오이 역
- 키시모토 가요코 - 이노우에 요코 역